# Lestes numidicus
Lestes numidicus là một loài chuồn chuồn kim thuộc họ Lestidae.
Loài này có ở Algérie, có thể có ở Pháp và Tây Ban Nha. Môi trường sống tự nhiên của chúng là hồ nước ngọt, hồ nước ngọt có nước theo mùa, đầm nước ngọt, đầm nước ngọt có nước theo mùa, và ao. Chúng hiện đang bị đe dọa vì mất môi trường sống.